# Robert Wilhelm Bunsen
Robert Wilhelm Eberhard Bunsen (Göttingen, 1811. március 31. – Heidelberg, 1899. augusztus 16.) német kémikus volt, aki az elektromágneses sugárzás látható színképének vizsgálata során fölismerte a spektroszkópia több fontos törvényét. Gustav Robert Kirchhoff német vegyésszel közösen dolgozott a színképvizsgálatokon. Ők fedezték föl a céziumot és a rubídiumot. Bunsen kifejlesztett néhány gázanalitikai és fotokémiai módszert. Az ő laboratóriumában tökéletesítették a róla elnevezett égőt, amelyet Michael Faraday talált fel.

## Élete és munkássága
Édesapja, Christian Bunsen (1770–1837), a Göttingeni Egyetem főkönyvtárosa és a modern filológia professzora volt. Bunsen ott tanult kémiát, 19 évesen doktorátust szerzett fizikából. 1830–1833 között Nyugat-Európában utazott.
Visszatérése után a Göttingeni Egyetemen tartott előadásokat, és elkezdte kísérleteit a fémsók oldhatóságával kapcsolatban. Mind a mai napig az általa felfedezett eljárás a leghatásosabb arzénmérgezés esetében.
1836-ban Bunsen Friedrich Wöhler utódja lett Kasselben. Két év múlva a Marburgi Egyetemen lépett állásba. A kísérletek ugyan gyors és széles körű elismerést hoztak Bunsennek, de arzénmérgezésben majdnem meghalt. Ezen kívül az egyik szeme világát is elvesztette, amikor egy robbanástól üvegszilánk került a szemébe. 1841-ben előállított egy olyan szénelektródát, amelyet a Grove-féle drága platinaelektróda helyett lehetett használni az elemekben.
1846-ban fogalmazta meg a gejzírek működésének máig érvényes elméletét.
1852-ben a Heidelbergi Egyetemre került. Elektrolízissel krómot, magnéziumot, alumíniumot, mangánt, nátriumot, báriumot, kalciumot és lítiumot állított elő. Tíz évig dolgozott együtt Sir Henry Enfield Roscoe-val, tanulmányozva a sósav előállítását hidrogénből és klórból.
Az 1850-es évek elején építették ki Heidelbergben a gázellátás csőhálózatát, amin a városi gázt továbbították a háztartásokba. Az ehhez megfelelő égőt Michael Faraday találmányát kissé továbbfejlesztve Bunsen munkatársa, Peter Desdega tökéletesítette, majd a találmányt Bunsenről nevezte el, mert ezzel az akkor már jól ismert névvel nagyobb kereskedelmi sikerre számított — helyesen. Mivel ez az égő szabályozható módon elegyíti az oxigént az égetni kívánt gázzal, a lángfestés vizsgálatának optimális eszköze lett, és ebbe az irányba terelte Bunsen érdeklődését.
1859-ben megszakította együttműködést Roscoe-val, és helyette Gustav Kirchhoff-fal dolgozott a színképelemzés alapjain. 78 éves korában visszavonult, és régi hobbijával, a geológiával kezdett foglalkozni.

## Források és további irodalom

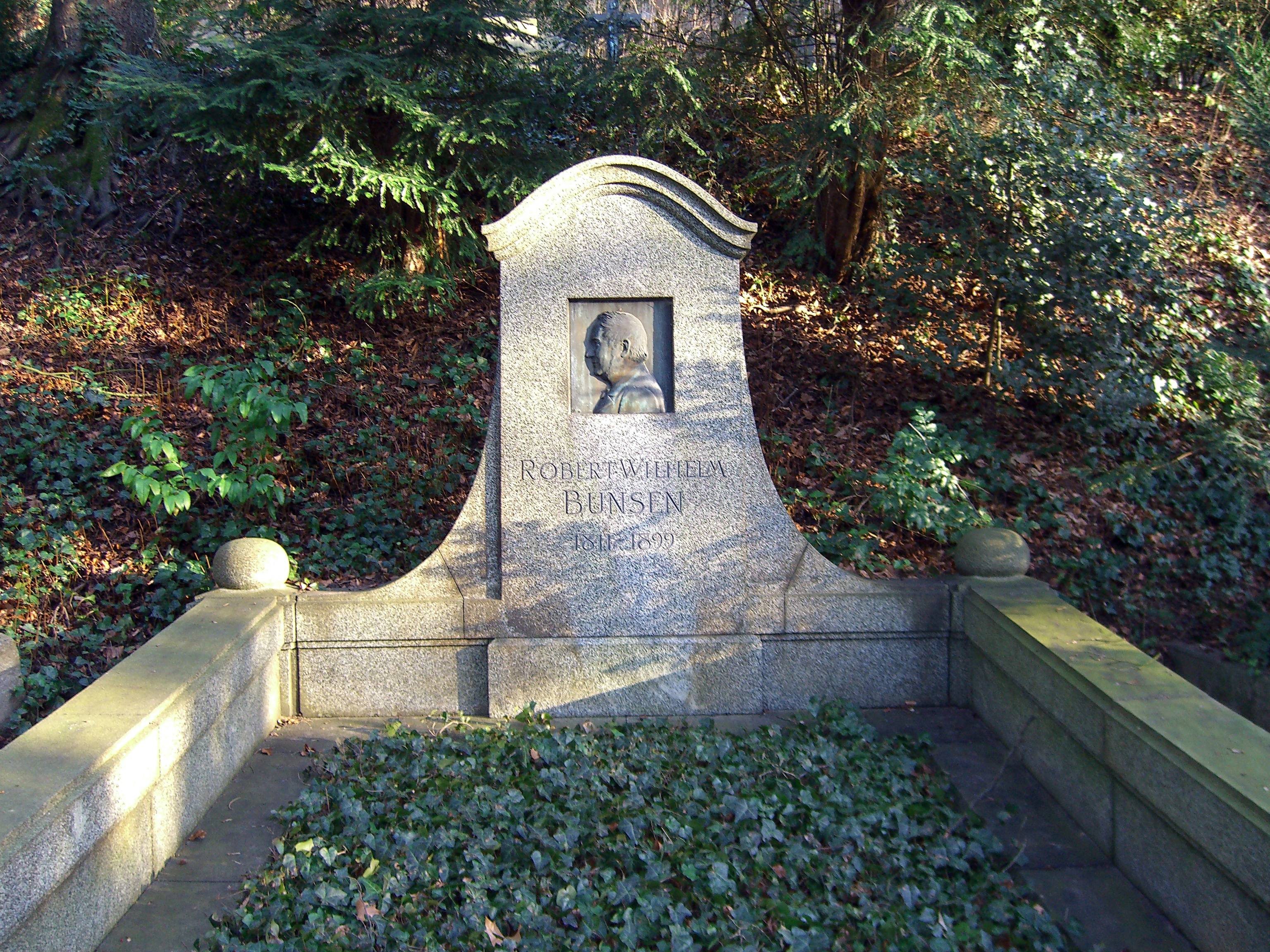
Bunsen sírja Heidelbergben

## Fordítás
- Ez a szócikk részben vagy egészben  a   Robert Bunsen című angol Wikipédia-szócikk fordításán alapul.  Az eredeti cikk szerkesztőit annak laptörténete sorolja fel. Ez a jelzés csupán a megfogalmazás eredetét és a szerzői jogokat jelzi, nem szolgál a cikkben szereplő információk forrásmegjelöléseként.